# 苏塞拉克
苏塞拉克（法語：Sousceyrac，法語發音：[suseʁak]）是法国洛特省的一个旧市镇，属于菲雅克区。2016年1月1日，苏塞拉克與拉马蒂维、科米亚克、卡尔维亚克、拉卡姆杜尔塞合併为新市镇凯尔西地区苏塞拉克。

## 地理
苏塞拉克（44°52'24"N, 2°2'8"E）面积57.64 平方千米，位于法国奧克西塔尼大區洛特省，该省份为法国西南部内陆省份，北起顺时针与科雷兹省、康塔爾省、阿韦龙省、塔恩-加龙省、洛特-加龍省和多尔多涅省接壤。
与苏塞拉克接壤的市镇（或旧市镇、城区）包括：圣索里。

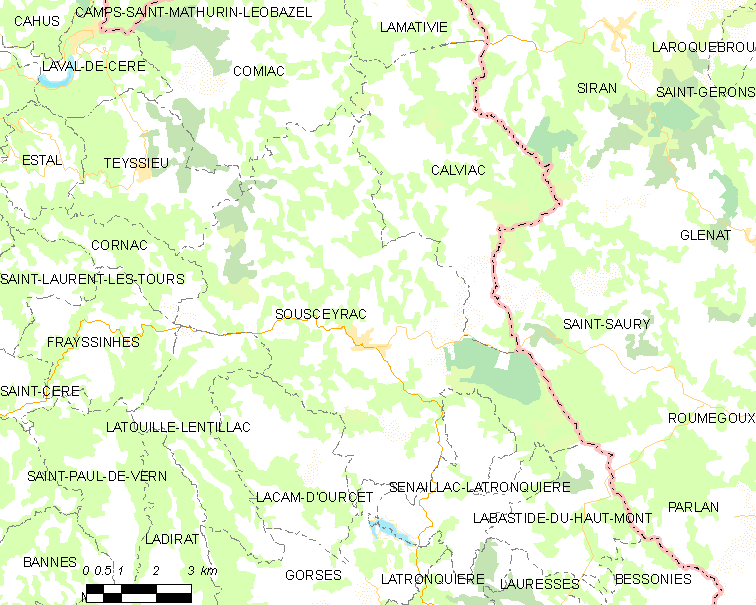
苏塞拉克的OSM定位图

苏塞拉克的时区为UTC+01:00、UTC+02:00（夏令时）。

## 行政
苏塞拉克的邮政编码为46190，INSEE市镇编码为46311。

## 政治
苏塞拉克所属的省级选区为塞尔-塞加拉县。

## 人口

1962-2008年间苏塞拉克人口变化图示

苏塞拉克于2018年1月1日时的人口数量为818人。